# Лі Гі Джу
У цьому корейському імені прізвище (Лі) стоїть перед особовим ім'ям.
Лі Гі Джу (кор. 이기주, 12 листопада 1926 — 9 грудня 1996) — південнокорейський футболіст, що грав на позиції нападника за Пусанський Університет, а також національну збірну Південної Кореї.

## Клубна кар'єра
У футболі відомий виступами за команду Пусанського Університету, кольори якого і захищав протягом усієї своєї кар'єри гравця. 
| Дата      | Місто    | Господарі      | Результат | Гості          | Турнір             | Голи | Примітки |
| --------- | -------- | -------------- | --------- | -------------- | ------------------ | ---- | -------- |
| 11-4-1953 | Гонконг  | Південна Корея | 3 – 2     | Сінгапур       | товариський матч   | -    |          |
| 18-4-1953 | Сінгапур | Сінгапур       | 3 – 1     | Південна Корея | товариський матч   | -    |          |
| 20-6-1954 | Женева   | Туреччина      | 7 – 0     | Південна Корея | ЧС 1954 - 1-й етап | -    |          |
| Усього    |          | Матчів         | 3         |                | Голів              | 0    |          |

Помер 9 грудня 1996 року на 71-му році життя.